# Sonate pour violoncelle et piano de Kodály
Pour les articles homonymes, voir Sonate pour violoncelle et piano.
La sonate pour violoncelle et piano opus 4 de Zoltán Kodály est une œuvre composée entre décembre 1909 et février 1910 et créée le 17 mars 1910 par Bela Bartók au piano et Jenö Kerperly au violoncelle.

## Historique
Cette sonate fut donnée pour la première fois dans le cadre d'un concert organisé par Bartók et Kodály pour promouvoir leur musique. C'est ce premier qui exécute d'ailleurs la partition au piano. Cette sonate est alors constituée d'un premier mouvement qui ne plaisait pas à Kodály qui finit par le désolidariser du reste et est aujourd'hui connu comme la Sonatina.
La partition fut éditée en 1922.

## Structure
1. Fantasia : Adagio di molto (~ 9 min 30 s)
2. Allegro con spirito - Molto adagio (~ 10 min 30 s)

## Discographie sélective
- Maria Kliegel et Jenő Jandó en 1994 (Naxos)
- Michal Kaňka et Jaromir Klepáč en 1999 (Praga)
- Sung-Won Yang et Ick-Choo Moon en 2000 (EMI Records)